# 김회련
김회련(金懷鍊)은 조선의 문신이다. 본관은 도강(道康)이다. 아버지는 고려의 문하평리판이조사(門下評理判吏曹事) 김주(金柱)이다.
1392년 이성계(李成桂)를 받들어 조선을 건국하는 데 공을 세웠다. 검교한성윤(檢校漢城尹)이 되었다. 1395년(태조 4) 개국원종공신을 새로이 책정할 때 1등에 봉해지고 공신 녹권이 내려졌다. 사후 이조판서 및 양관 대제학(兩館大提學)에 추증되었다. 시호는 충민(忠敏)이다.
김회련 고신왕지(金懷鍊告身王旨)는 조선 태조가 김회련을 1395년 공주목사 겸 관내권농방어사로 제수한 교지와 1397년 해주목사 겸 권농병마단련사 염장관으로 제수한 교지로, 대한민국의 보물 제438호로 지정되었다. 이들 왕지는 희귀한 고문서 자료들로 공신록권과 함께 연시각(延諡閣)에 보존되어 있으며, 조선 초기 임명장의 양식과 직제를 연구하는데 중요한 자료가 되고 있다.

## 같이 보기
- 김회련 개국원종공신녹권
- 김회련 고신왕지